# Estadi Paul Biya
L'Estadi Olembe, oficialment Estadi Paul Biya, és un estadi poliesportiu de la ciutat de Yaoundé, Camerun.
Fou la seu de les cerimònies d'obertura i clausura de la Copa d'Àfrica de Nacions 2021.
El 24 de gener de 2022, abans del partit Camerun-Comores, es va produir una allau fora de l'estadi que causà 8 morts i 38 ferits.